# Falsicingula athera
Falsicingula athera is een slakkensoort uit de familie van de Falsicingulidae. De wetenschappelijke naam van de soort is voor het eerst geldig gepubliceerd in 1967 door Golikov & Scarlato.